# ホリリシン
ホリリシン(Horrilysin、EC 3.4.24.47)は、酵素である。インスリンB鎖のAla14-Leu、A鎖のSer12-Leu、メリチンのIle-Gly、Pro-Ala、Ser-Trpの結合を選択的に切断する。
このエンドペプチダーゼは、シンリンガラガラヘビの毒に含まれる。